# フロール＝デ＝リス
フロール＝デ＝リス（ポルトガル語:Flor-de-Lis）は、ポルトガルの民俗音楽グループである。フロール＝デ＝リスは、ロシアのモスクワで行われる2009年大会にポルトガル代表として参加し、楽曲「Todas as ruas do amor」を披露する。

## 来歴
ジョゼ・サルゲイロ（José Salgueiro）がリスボン国際博覧会の出展として、ポルトガルの伝統的な楽器に焦点をあてたプロジェクトのAdufeを始めた。ペドロ・マルケス（Pedro Marques）はパーカッショニストとしてAdufeに加わった。プロジェクトは好評を得て、その後のイベントが開催された。
ペドロ・マルケスは、ポルトガルの音楽を他の世界各地の音楽と融合させる試みに興味を持ち、新しいプロジェクトを始めた。その中で管楽器の演奏家パウロ・ペレイラ（Paulo Pereira）に出会った。彼らを中心に2004年に結成された。フロール＝デ＝リスの音楽はファドや民謡などの、ポルトガルの音楽に根ざしているが、ラテン・アメリカやアフリカからの影響も強く受けている。

### ユーロビジョン・ソング・コンテスト
ユーロビジョン・ソング・コンテストのポルトガル代表を選ぶ国内選考となる第45回フェスティヴァル・ダ・カンサン（Festival da Canção）に「Todas as ruas do amor」で優勝し、同国代表として2009年5月にロシアのモスクワで行われる2009年大会に参加することが決まった。

## メンバー
- ダニエラ・ヴァレラ（Daniela Varela） - 歌手
- パウロ・ペレイラ（Paulo Pereira） - フルート
- ジョゼ・カマショ（José Camacho） - ギター
- ジョルジェ・マルケス（Jorge Marques） - カヴァキーニョ
- アナ・ソフィア・カンペン（Ana Sofia Campeã） - アコーディオン
- ロランド・アマラル（Rolando Amaral） - ベース・ギター
- ペドロ・マルケス（Pedro Marques） - パーカッション